# Antoigny
Antoigny település Franciaországban, Orne megyében. Lakosainak száma 126 fő (2018. január 1.). Antoigny La Ferté-Macé, Couterne, Magny-le-Désert, Méhoudin, Saint-Ouen-le-Brisoult és Saint-Patrice-du-Désert községekkel határos.

## Népesség
A település népességének változása:
| Lakosok száma | 170  | 163  | 142  | 144  | 125  | 116  | 136  | 136  | 127  | 126  |
|               | 1962 | 1968 | 1975 | 1982 | 1990 | 2008 | 2013 | 2015 | 2017 | 2018 |